# Seita Murai
Seita Murai (村井 清太 Murai Seita?), född 29 augusti 2000 i Kanagawa prefektur, är en japansk fotbollsspelare.
Murai började sin karriär 2019 i FC Imabari.